# یواس‌اس لاب (دی‌دی-۲۶۳)
یواس‌اس لاب (دی‌دی-۲۶۳) (به انگلیسی: USS Laub (DD-263)) یک کشتی بود که طول آن ۹۵٫۸۳ متر (۳۱۴٫۴ فوت) بود. این کشتی در سال ۱۹۱۸ ساخته شد.